# Kynnyssaari
Kynnyssaari är en ö i Finland. Den ligger i sjön Muuratjärvi och i kommunen Jyväskylä i den ekonomiska regionen  Jyväskylä ekonomiska region  och landskapet Mellersta Finland, i den södra delen av landet, 220 km norr om huvudstaden Helsingfors. Öns area är 1 hektar och dess största längd är 160 meter i öst-västlig riktning.